# Kreisverkehr

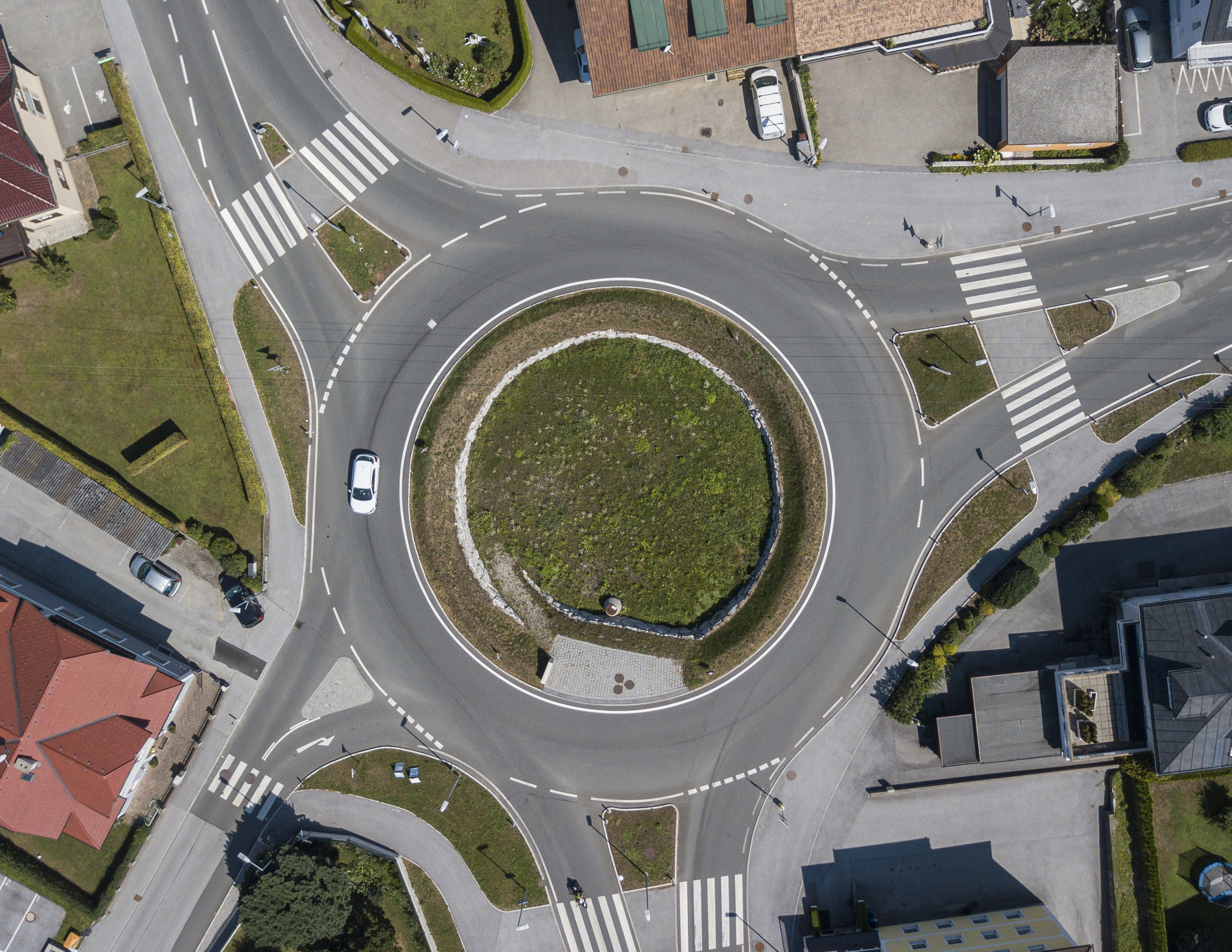
Kreisverkehr in Straßwalchen, Österreich

Unter einem Kreisverkehr, auch Verkehrskreisel, Kreisverkehrsplatz (KVP), Kreisel, Teller oder Rondell, versteht man eine bestimmte Bauart eines Knotenpunkts im Straßenverkehr. Ein Kreisverkehr besteht aus der Kreisfahrbahn, die nicht streng kreisförmig sein muss, aber immer eine geschlossene Schleife bildet, und einer Mittelinsel, die von der Kreisfahrbahn umlaufen wird.
Die Kreisfahrbahn ist wie eine Einbahnstraße nur in einer Richtung zu befahren, im Rechtsverkehr entgegen dem Uhrzeigersinn (linksdrehend) und im Linksverkehr im Uhrzeigersinn (rechtsdrehend). Fahrzeuge fahren aus einer Einmündung in die Kreisfahrbahn ein, folgen ihr bis zur gewünschten Ausfahrt und verlassen sie dort wieder. Im Unterschied zu einer normalen Kreuzung kreuzen sich in einem Kreisverkehr mehrere Verkehrsströme. Dabei dient die Kreisfahrbahn als Verteiler, der keinem der Verkehrsströme Vorrechte einräumt. Bei ungleich starkem Verkehrsaufkommen können aber für schwache Ströme Wartezeiten entstehen.

## Geschichte

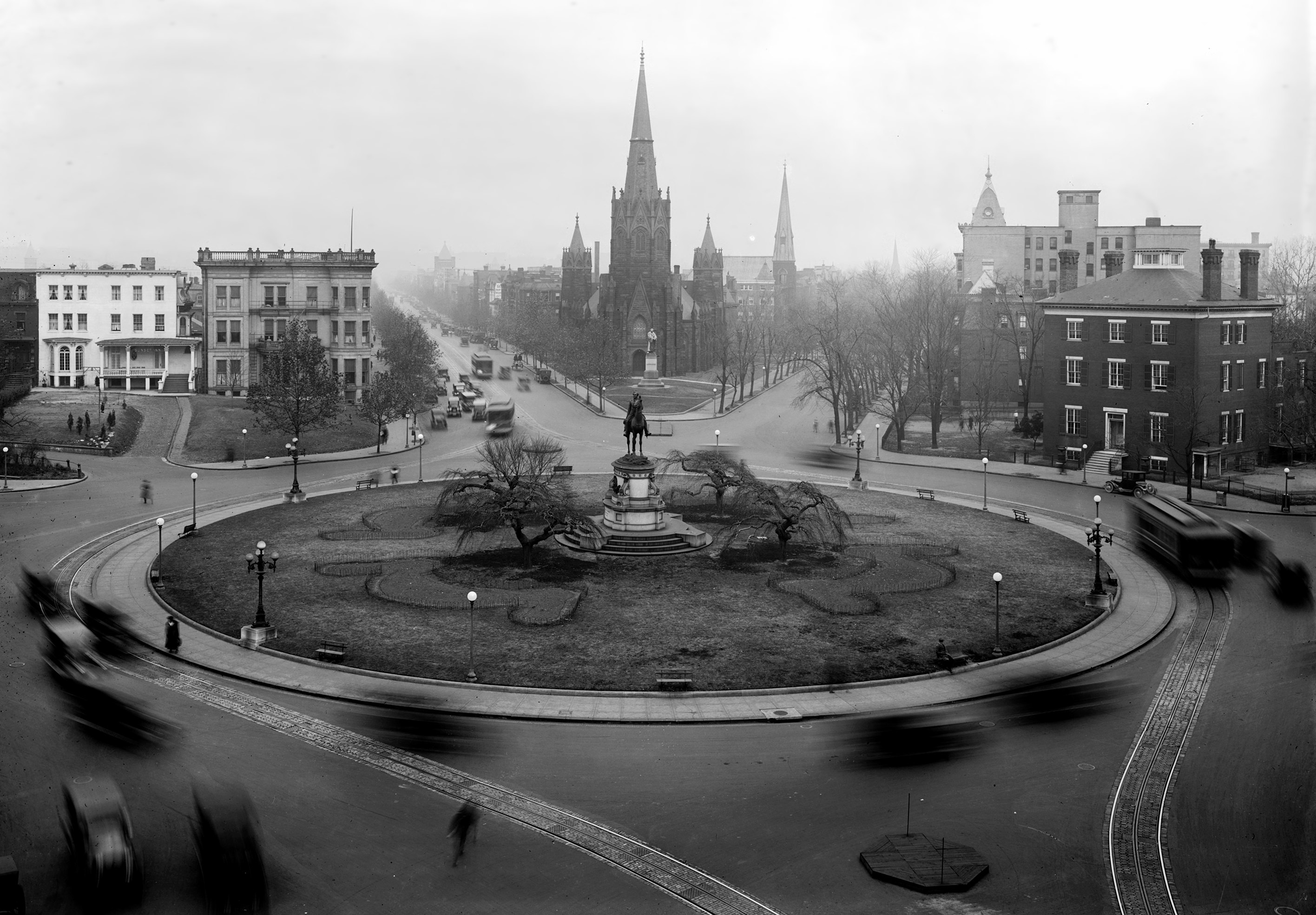
Kreisverkehr in Washington (1922)

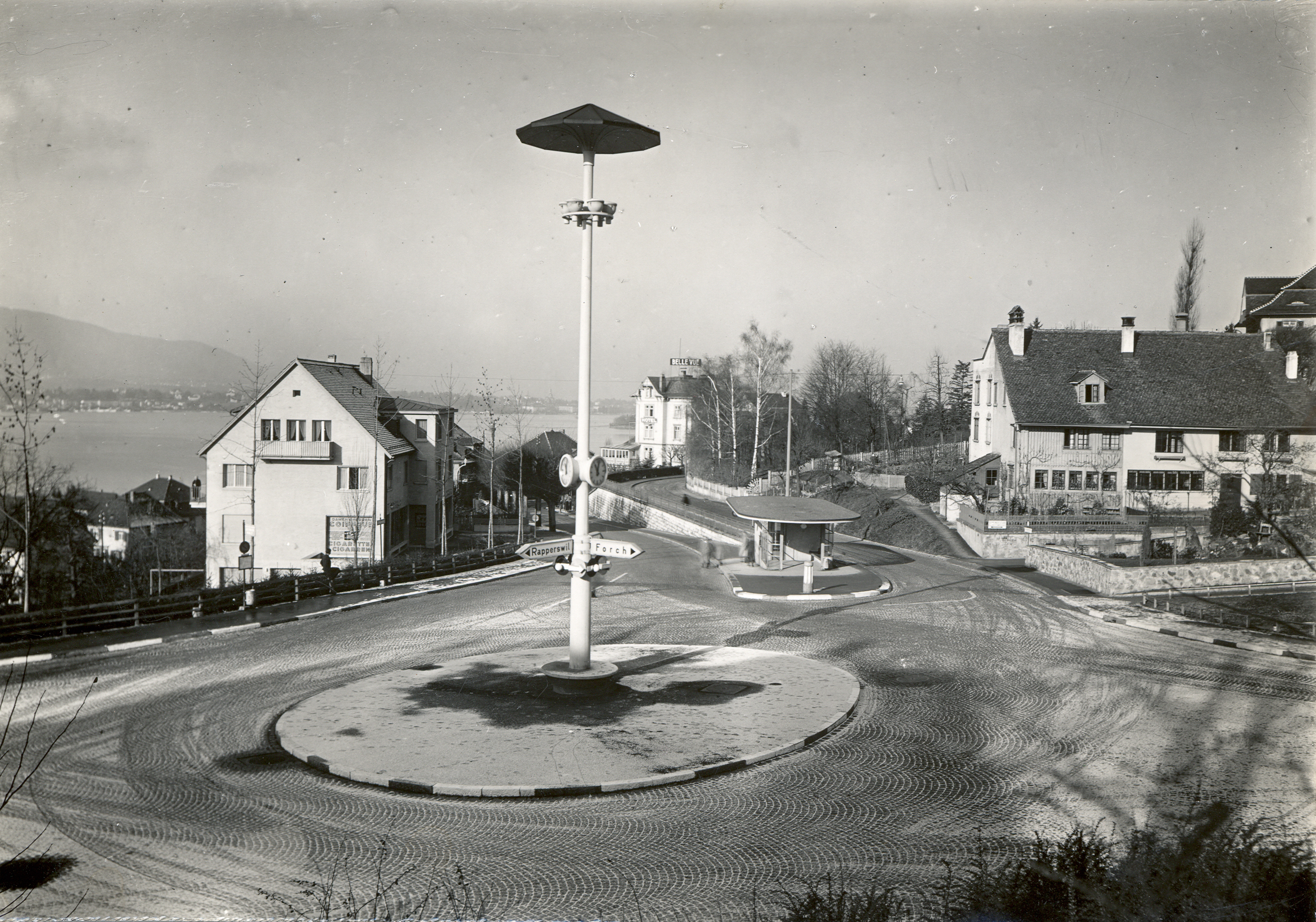
Der älteste nachgewiesene Kreisel der Schweiz in Zollikon, 1935

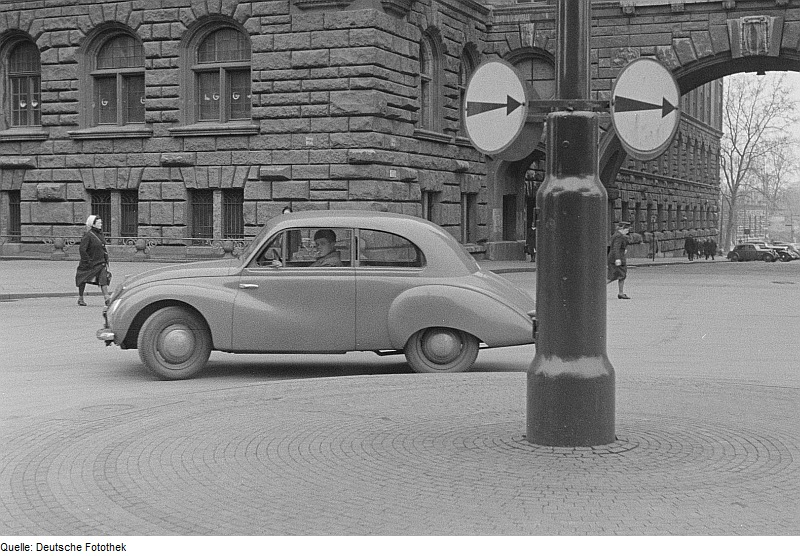
Kreisverkehr 1951 in Leipzig

Die ersten Kreisverkehre gab es bereits am Ende des 19. und zu Beginn des 20. Jahrhunderts. So wurde in New York 1904 am Columbus Circle (durch William Phelps Eno) sowie 1907 in Paris rund um den Arc de Triomphe (auf Vorschlag Eugène Hénards) ein Kreisverkehr eingerichtet. Älter ist jedoch der um 1899 errichtete Görlitzer Brautwiesenplatz, der somit der vermutlich erste Kreisverkehr ist.
In Deutschland waren in der Nachkriegszeit Kreisverkehre zunächst eine gängige Lösung bei Straßenkreuzungen. Der in dem Wiener Übereinkommen über den Straßenverkehr von 1968 enthaltenen Regelung, dass in Kreisverkehrsplätzen mit einer Beschilderung entsprechend dem heutigen Zeichen 215 generell die Rechts-vor-links-Regel zu gelten habe, wollte sich die Bundesrepublik Deutschland jedoch nicht anschließen. Dort wurde daher das Verkehrszeichen Kreisverkehr mit der Verkehrsrechtsreform von 1969 aus der Straßenverkehrs-Ordnung (StVO) entfernt. Um der Gefahr einer Selbstblockade bei stärkerem Verkehrsaufkommen zu begegnen, wurde stattdessen dem Verkehr im Kreis durch Vorfahrtzeichen  die Vorfahrt gewährt. Die Zufahrten wurden zusätzlich mit Vorfahrt-gewähren-Zeichen  versehen. In der DDR wurde das Zeichen mit der StVO von 1977 ungültig, seine Gültigkeit erlosch nach dem 15. Januar 1978.
Aufgrund von Missverständnissen bei den Berechnungsgrundlagen gerieten Kreisverkehre zunehmend in Vergessenheit. Kreisverkehre wurden in den folgenden Jahren häufig in ampelgeregelte Kreuzungen umgebaut.
In anderen europäischen Ländern, zum Beispiel Frankreich, Großbritannien und Spanien, wurden Kreisverkehre dagegen weiterhin gebaut. Besonders in Frankreich, das je nach Zählweise zwischen 70.000 und 160.000 Kreisverkehre (ronds-points, giratoires) besitzt, werden diese gern zur Verkehrsregelung benutzt. 1984 wurde in Frankreich für Kreisverkehre die Links-vor-Rechts-Regel eingeführt, also wer im Kreisel ist, hat Vorfahrt gegenüber dem Einfahrenden.
In der Schweiz entstanden seit den 1960er Jahren Großkreisel wie etwa beim Autobahnanschluss in Lausanne-Maladière. Einer der ersten Kreisel entstand 1934 in Zollikon bei Zürich.
Seit Beginn der 1990er Jahre erlebten Kreisverkehre auch in Deutschland eine Renaissance. In den Jahren 1995 und 1998 führte das Bundesministerium für Verkehr Regelungen für die Anlage von Kreisverkehren an Bundesstraßen außerhalb geschlossener Ortschaften ein.
In Deutschland wurde mit Änderung der StVO vom 11. Dezember 2000 der § 9a neu in die StVO aufgenommen, der das Verhalten im Kreisverkehr regelt und das Kreisverkehrszeichen (Zeichen 215 ) definiert. Die Regelung des § 9a StVO wurde mit der straßenverkehrsrechtlichen Novelle vom 5. August 2009 (BGBl. I S. 2631, 2632) in § 8 Abs. 1a StVO n.g.F. eingegliedert. Das Verbot des Überfahrens der Mittelinsel und das des Haltens im Kreis sind jetzt zu der Beschilderung (Anlage 2 Nr. 8, 68 zu § 41 Abs. 1 StVO) mit Wirkung ab dem 1. September 2009 aufgenommen.
Im Gegensatz dazu sind Kreisverkehre in Österreich durch das Gefahrenzeichen  StVZVO Nr. 3a als Kreuzung mit Kreisverkehr gekennzeichnet.
Um die Einfahrgeschwindigkeit noch mehr zu reduzieren, werden oft in der Mitte künstliche Hügel oder Skulpturen aufgebaut, die eine Sicht auf die andere Seite des Kreisverkehrs verhindern. Inseln mit einer durchgehenden Fahrbahn und demontierbaren Sichthindernissen lassen Schwertransporte zu. Skulpturen, Bäume und feste Einbauten sind in Baden-Württemberg außerorts auf der Kreisinsel nicht mehr zugelassen, nachdem es mehrere Unfälle mit schweren Unfallfolgen gegeben hat.

2.41.1 Kreisverkehrsplatz (Schweiz)
Zeichen 215: Kreisverkehr. (StVO Deutschland)
StVZVO-Gefahrenzeichen 3a (Österreich)

## Beurteilung
Ob ein Kreisverkehr an einer Kreuzung sinnvoll ist oder nicht, hängt von einer Reihe von Faktoren ab. Für Deutschland sind Kriterien abschließend im Merkblatt für die Anlage von Kreisverkehren aufgeführt.

### Vorteile

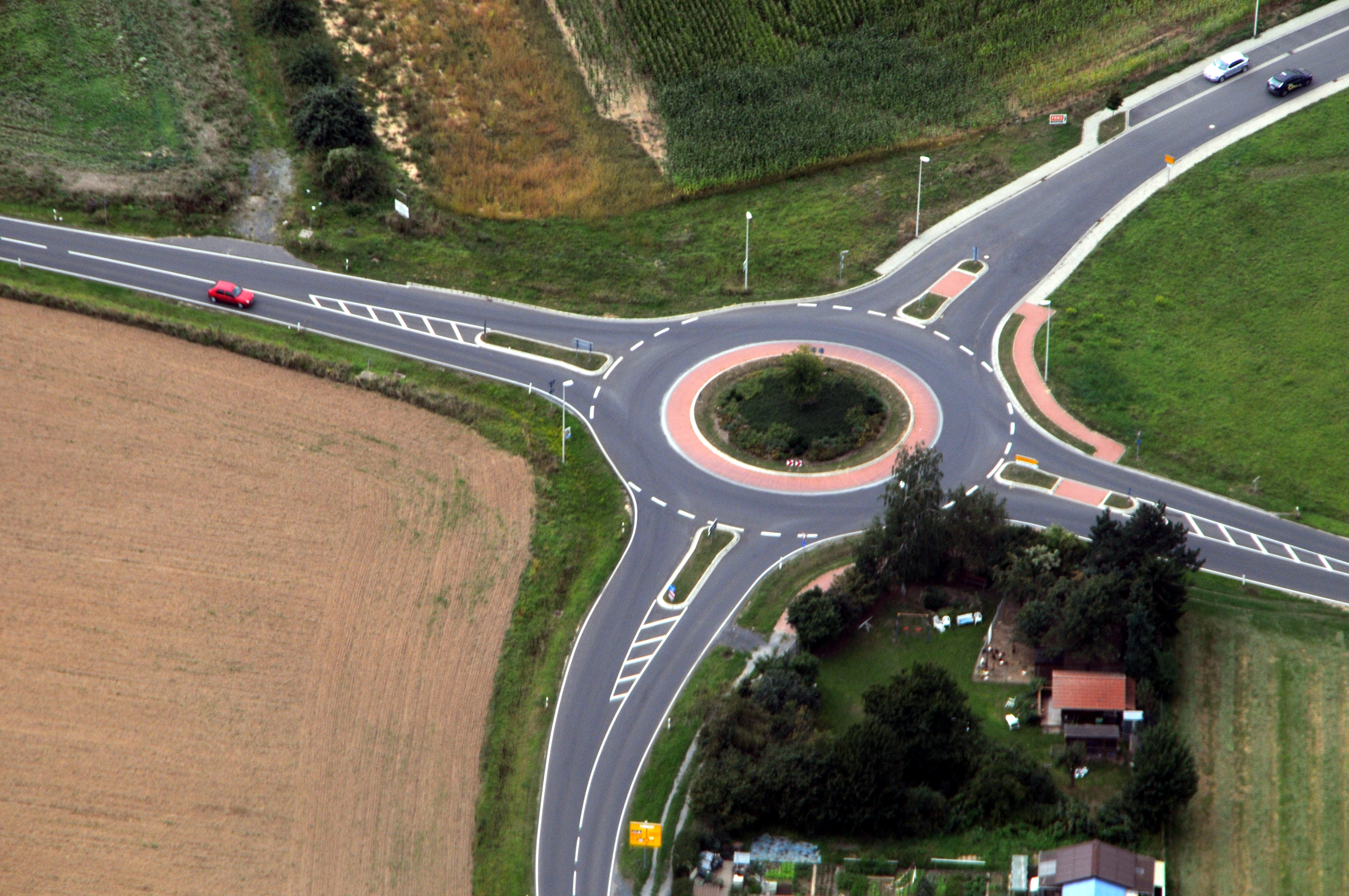
Kreisverkehr mit vier Ein- und Ausfahrten

Als Vorteil gegenüber einem herkömmlichen Verkehrsknoten gilt die größere Verkehrssicherheit. Diese wird vor allem durch die in der Regel niedrigere Geschwindigkeit der durchfahrenden Fahrzeuge und eher tangentiale Kollisionsgefahren erzielt, wodurch Unfälle glimpflicher ablaufen. Die Anzahl der Konfliktpunkte in einem Kreisverkehr ist weitaus geringer als an einer gewöhnlichen Kreuzung. Gleichzeitig kann dabei, je nach Auslegung, der Verkehrsfluss gesteigert werden. Die Durchlassgeschwindigkeit ist höher als bei einer vorfahrts- oder signalgesteuerten Kreuzung, falls der Verkehr flüssiger laufen kann.
Während eine Kreuzung mit mehr als vier Zufahrten mittels Ampel wesentlich komplexer zu steuern ist, ist bei einem Kreisverkehr die Anzahl der möglichen Einfahrten, bei gegebenem Verkehrsaufkommen, nur von der Größe des Ringes abhängig. Er stellt prinzipbedingt jegliche Verkehrsbeziehung der angeschlossenen Straßen bereit. Unnötige Wartezeiten, wie es bei Ampeln trotz leerer Straßen manchmal bei der Fall ist, entfallen.
Gut geplante, großflächig angelegte Kreisverkehre können sehr hohe Verkehrsaufkommen mit einem Minimum an Stau sehr effizient bewältigen und bieten als weitere Vorteile eine überschaubarere Verkehrslage, bessere Wirtschaftlichkeit durch die verteilende Wirkung und besseren Umweltschutz durch weniger Abgase und Lärm. Bei echten Kreisverkehren ohne Lichtzeichenanlage kommen geringere Wartungskosten gegenüber einer Ampellösung als Vorteil hinzu.

### Nachteile

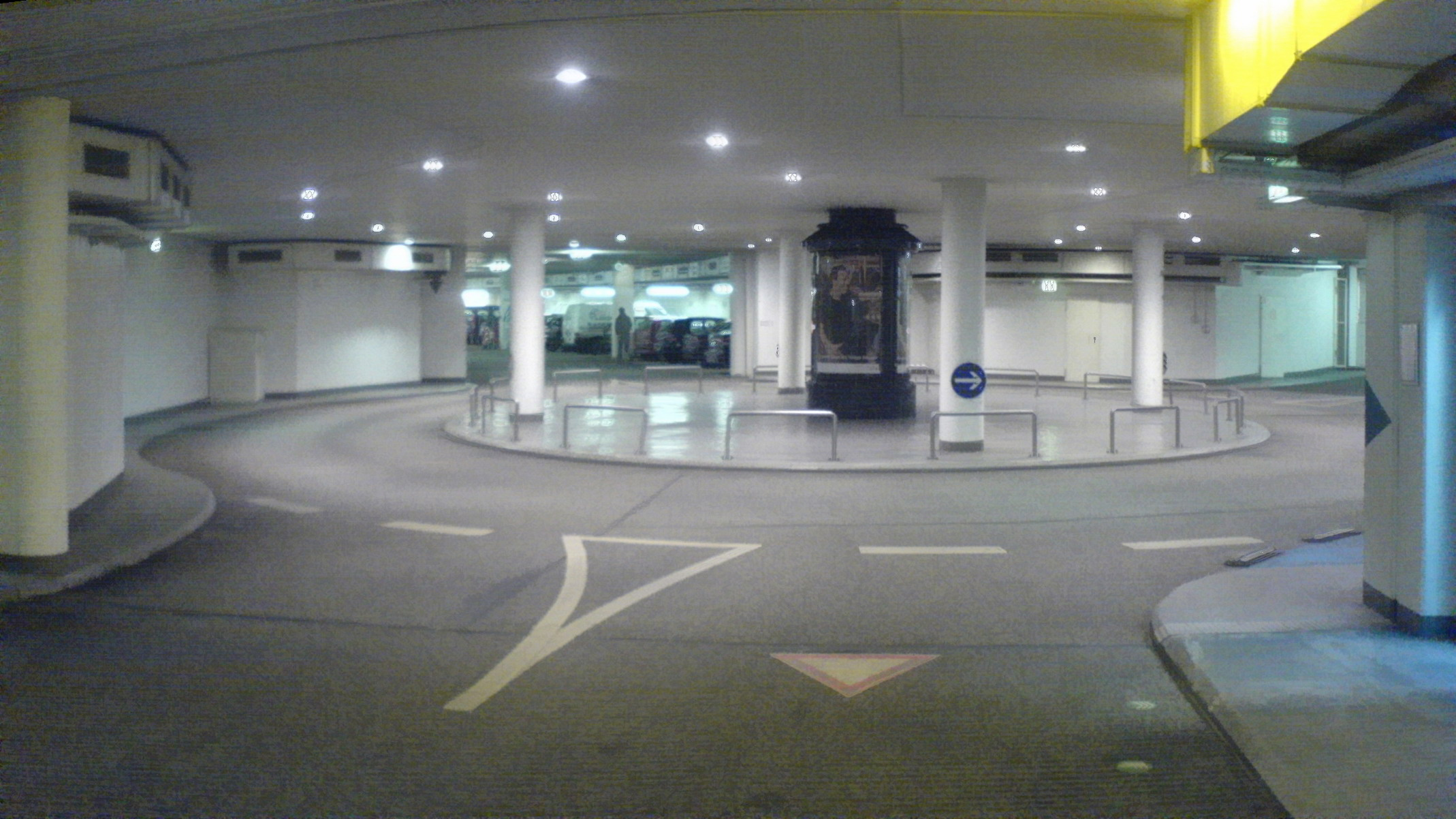
Unterirdischer kreisförmiger Knotenpunkt auf der Fahrzeugebene unterhalb der Bochumer Innenstadt

Wegen ihres gegenüber einer normalen Kreuzung größeren Platzbedarfs an den Außenseiten lassen sich Kreisverkehre im Bestand nur selten verwirklichen (Ausnahme: Minikreisverkehr). Der freie Platz, der in der Mitte entsteht, kann dabei oft nicht mehr sinnvoll verwendet werden. Dieser Nachteil relativiert sich bei großen Kreuzungen, da der Platzbedarf einer großen Kreuzung mit Ampeln in etwa gleich groß ist.
Die Führung von Fußwegen und Radwegen an Kreisverkehren kann problematisch sein, vor allem, weil in der Regel keine Ampelanlagen vorhanden sind und man so als Fußgänger und auch als Radfahrer besonders vorsichtig sein muss. Zwar sind Fußgänger in der Schweiz stets, in Deutschland gegenüber abbiegenden Fahrzeugen bevorrechtigt, wenn die Fußgänger sich in oder gegen deren Fahrtrichtung bewegen. Je nach Abbiegeradius können die Kfz-Geschwindigkeiten aber hoch sein. Deshalb müssen Kraftfahrzeugführer beim Ein- und Ausfahren in bzw. aus einem Kreisverkehr besonders auf Radfahrer achten, die ebenfalls oft auf den Zebrastreifen, jedoch entgegen der Kreisrichtung fahren. Zur Vermeidung von Konfliktpunkten und damit zur Steigerung der Verkehrssicherheit führen Radwege oftmals vor dem Kreisverkehr auf die Fahrbahn. Ein weiterer Nachteil von Kreisverkehrsanlagen sind die Entfernungen für Fußgänger, wenn diese die Straße überqueren wollen.
Kreisverkehre mit sehr hohem Verkehrsaufkommen sind problematisch, da die aus Nebenstraßen in den Kreis einfahrenden Fahrzeuge oft sehr lange an der Einfahrt warten müssen und sich Rückstaus bilden. Hochbelastete Kreisverkehre sind unfallträchtiger, da kleine Lücken zum Einfahren risikoreich genutzt werden. Dieser Nachteil gilt für Ampelanlagen nur bedingt. Wenn Hauptverkehrsstraßen – im Gegensatz zu einmündenden Straßen geringeren Verkehrsaufkommens – durch eine längere Grünphase bevorzugt werden, wird eine optimale Nutzung der vorhandenen Kapazität erreicht. Zur Regelung des Verkehrs wird bei einigen Kreisverkehrsanlagen die Einfahrt per Ampel geregelt.
Unweit von stark frequentierten Kreisverkehren bestehende Straßenein- und -ausfahrten, aber auch Grundstücksein- und -ausfahrten erfordern von jedem Verkehrsteilnehmer erhöhte Aufmerksamkeit, da oft durch den permanenten Verkehrsfluss im Kreisverkehr sich kaum oder selten eine ausreichende Lücke zum Ein- oder Ausfahren an diesen Stellen bietet.

## Arten

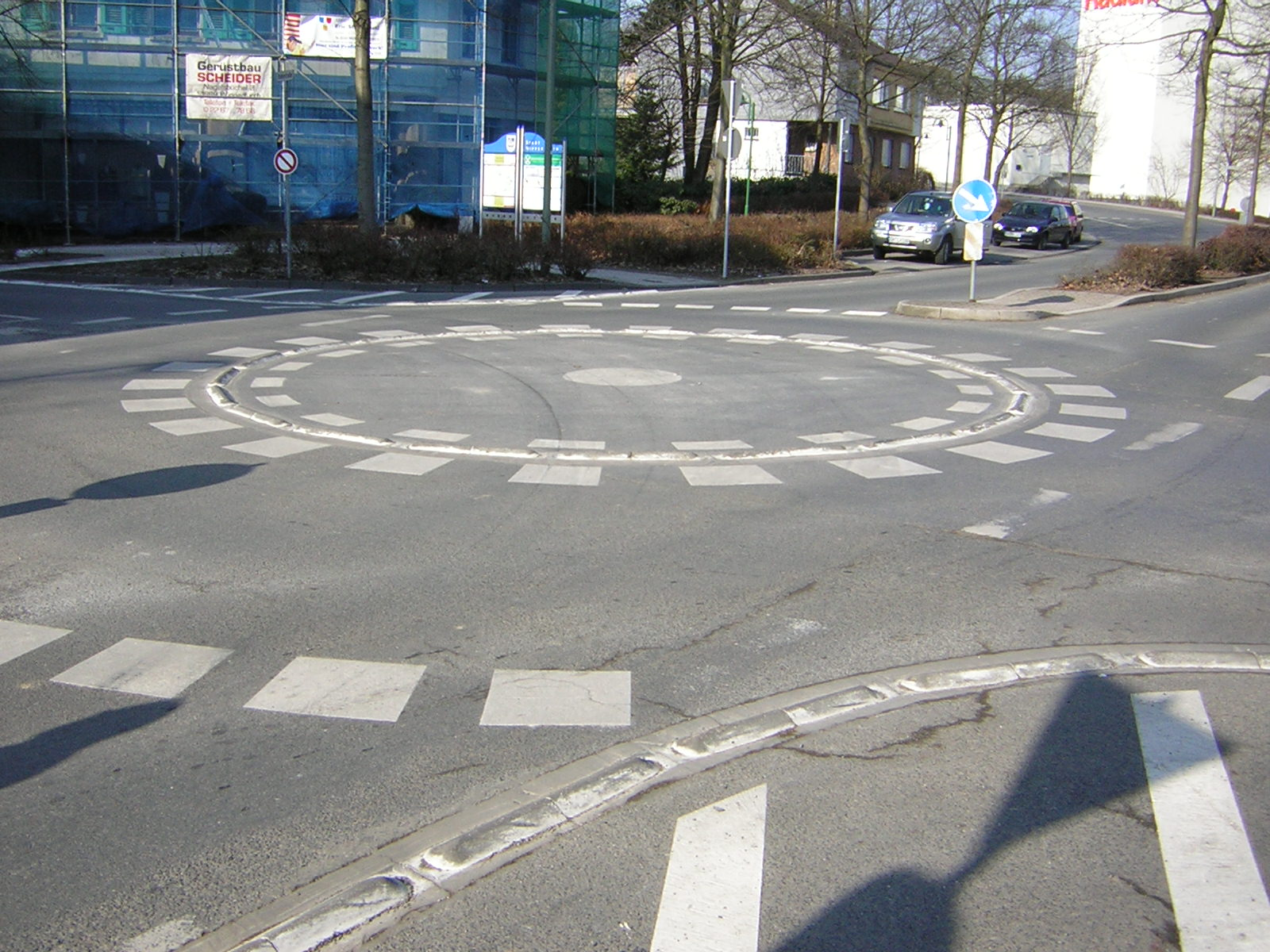
Minikreisverkehr als Versuch in Wipperfürth, Deutschland.

Man unterscheidet je nach Funktion und Größe zwischen drei Arten von Kreisverkehren: Minikreisverkehre, kleine und große Kreisverkehre. Ihre Anlage ist für Deutschland in den Richtlinien für die Anlage von Straßen – Teil I plangleiche Knotenpunkte, den Richtlinien für die Anlage von Stadtstraßen (RASt 06) und im Merkblatt für die Anlage von Kreisverkehren der Forschungsgesellschaft für Straßen- und Verkehrswesen (FGSV) geregelt. Diese Werke stellen den Stand der Technik dar und sind bei Neu- oder Umbauten zu beachten.

### Minikreisverkehre
Minikreisverkehre haben einen Durchmesser zwischen 13 und 22 Metern. Da die Kreisinsel von großen Lastwagen oder Bussen wegen deren zu großem Wendekreis nicht umfahren werden kann, muss sie überfahrbar gestaltet sein. In der Regel ist sie gepflastert und von einem Niederbord eingefasst oder in Ausnahmefällen nur abmarkiert. Sie sind dazu gedacht, innerorts und im Bestand an geeigneten Plätzen bestehende Vorfahrtsregelungen oder Lichtsignalanlagen zu ersetzen. Einen Überblick zu vor 2014 bestehenden und untersuchten Minikreiseln, Untersuchungsergebnisse zur Wirkung und Folgerungen für die Gestaltung im Detail gibt Reinhold Baier. Dort ist ab Seite 108 auch eine Liste von damals in Deutschland bestehenden Minikreiseln enthalten, anschließend eine Dokumentation der näher betrachteten Minikreisel. Ein wesentliches Fazit von Baier ist: „Minikreisverkehre haben sich im Ergebnis dieser Untersuchungen – auch im Vergleich mit möglichen ‚konkurrierenden‘ Knotenpunktarten – als sehr sichere Knotenpunktart erwiesen.“ Auch der ARCD bescheinigt den Minikreiseln eine hohe Sicherheit, weil sie „besser überschaubar [seien], wodurch weniger Konfliktsituationen und schwerwiegende Unfälle entstehen“. Aus Gründen der Verkehrssicherheit ist aber zwingend, dass eine bauliche Gestaltung erfolgt, die zu einer langsamen Geschwindigkeit zwingt. Reine Markierungsmaßnahmen sind nicht ausreichend.

### Kleine Kreisverkehre

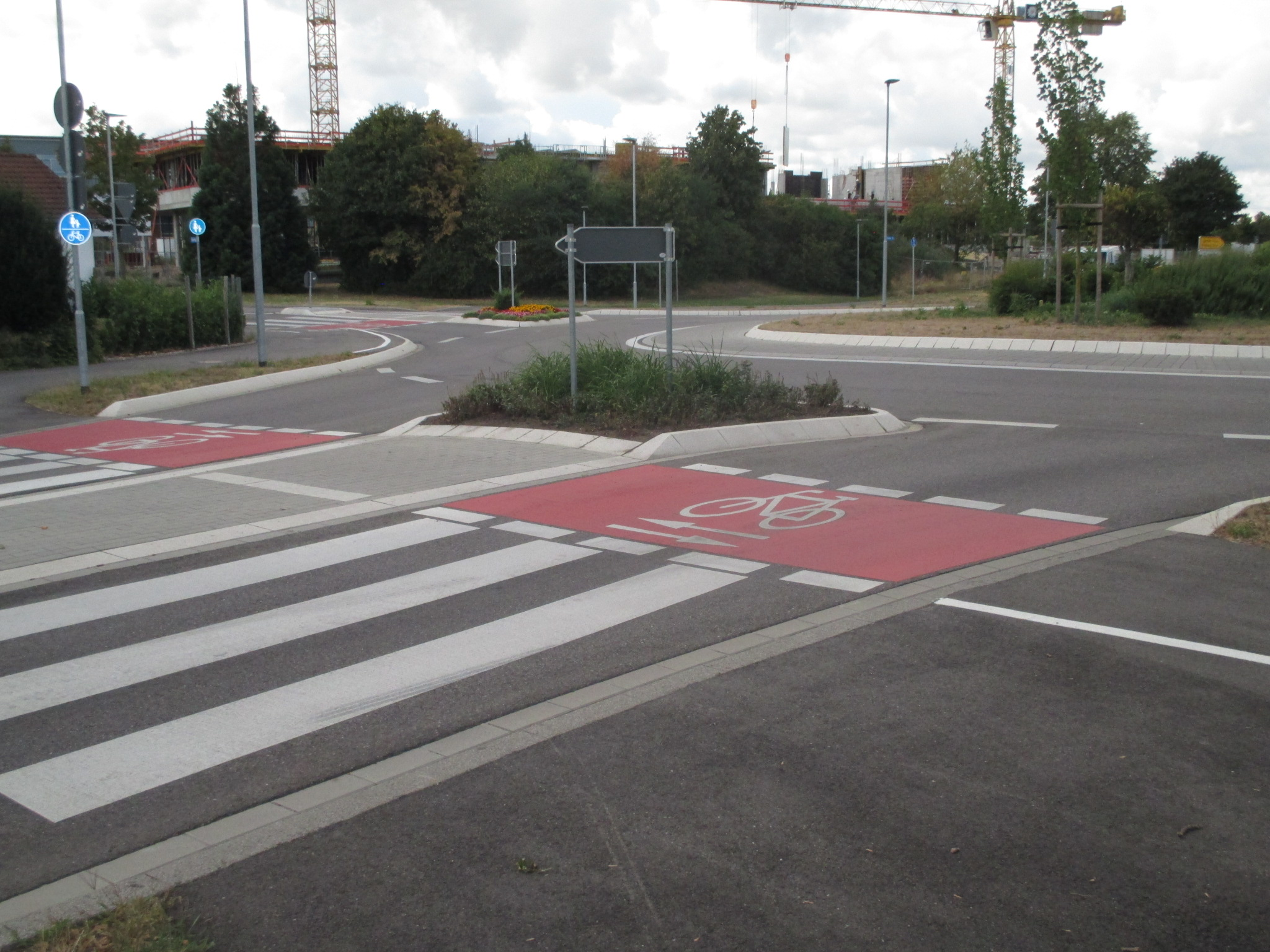
Kombinierte Querungsanlage für Fahrräder (Radverkehrsanlage) und Fußgänger (Zebrastreifen) an einem Kreisverkehr (Bad Krozingen, August 2018)

Kleine Kreisverkehre haben einen Außendurchmesser von 26 bis 50 Metern. Die Mittelinsel ist in der Regel nicht überfahrbar ausgeführt. Kleine Kreisverkehre können eine überfahrbare, abgesetzte innere Kreisfläche haben, um großen Fahrzeugen mit großen Wendekreisen ein Befahren zu ermöglichen. Kleine Kreisverkehre werden vor allem in Randbereichen von Orten eingesetzt. Das Merkblatt für die Anlage von Kreisverkehren der FGSV unterscheidet diese hinsichtlich ihrer Größe, ob ein Kreisverkehr innerhalb oder außerhalb bebauter Gebiete liegt. Demnach soll der Außendurchmesser des Kreisverkehrs innerhalb bebauter Gebiete zwischen 26 und 40 m und außerhalb bebauter Gebiete zwischen 35 und 50 m liegen.
(Kleine) Kreisverkehre, ihre Wirkungen und zu empfehlende gestalterische Details wurden vielfach untersucht, unter anderem 2012 von der Unfallforschung der Versicherer. Vertiefend wurde 2017 die Radverkehrsführung an Kreiseln, insbesondere an bevorrechtigten umlaufenden Radwegen untersucht.

### Große Kreisverkehre

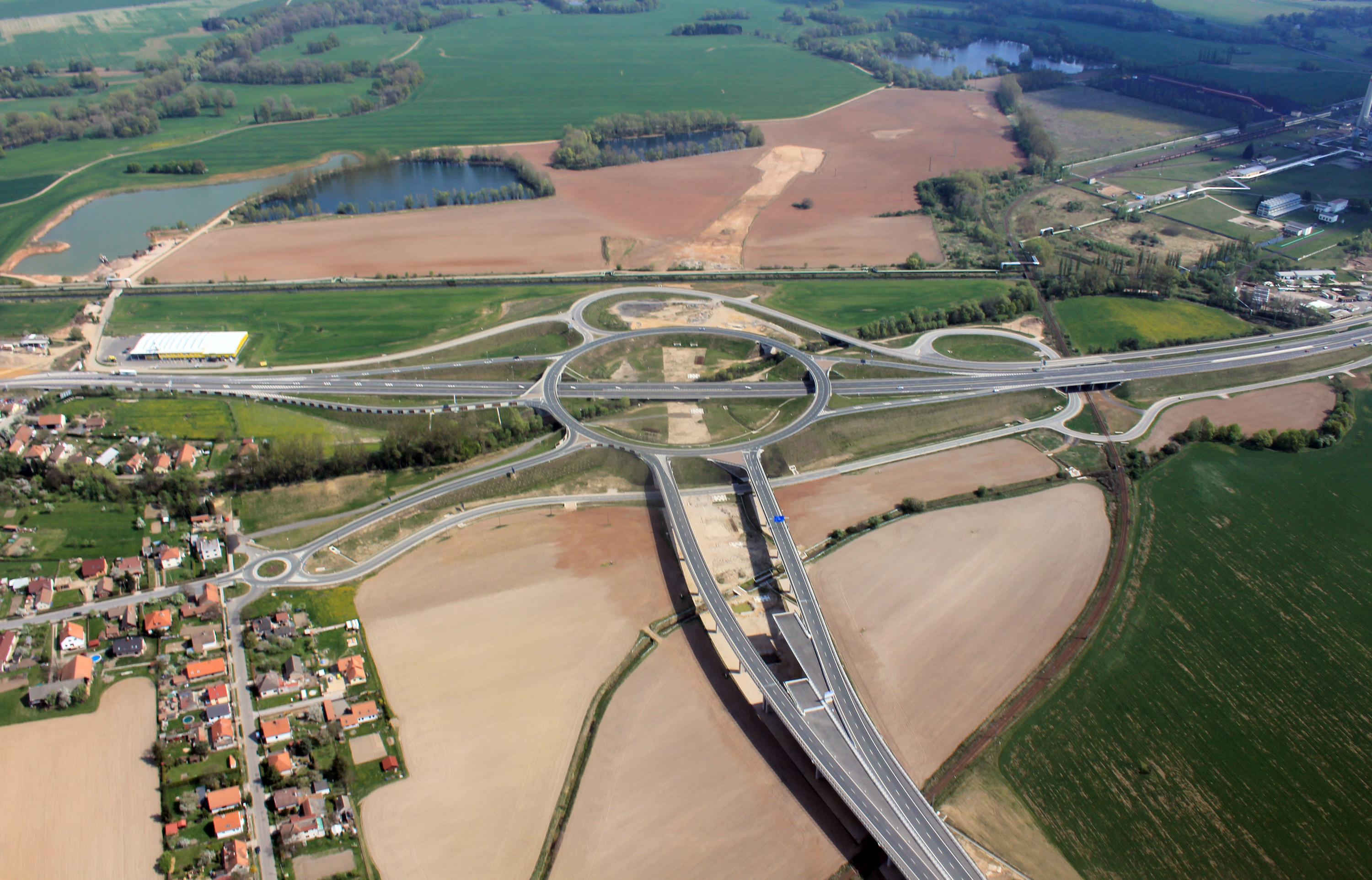
Hochkreisel in Tschechien

Große Kreisverkehre haben Durchmesser von mehr als 40 Metern. Große Kreisverkehre sind meist mehrspurig befahrbar. Sie dienen vor allem der großflächigen Verteilung von Verkehrsströmen. Bei einem Spurwechsel (§ 7 Absatz 5 StVO) ist auch hier die Gefährdung anderer Verkehrsteilnehmer auszuschließen; der Wechsel ist mit dem Fahrtrichtungsanzeiger rechtzeitig und deutlich anzukündigen; ebenso das Verlassen des Kreisverkehrs.
Beispiele für große Kreisverkehre sind die Verteilerkreise am Ende einer Autobahn; so an der A 8 in München und der A 555 in Bonn und Köln. Einige besitzen ein Spurführungen, die den Kreis unterbrechen oder sind mit Ampelanlagen ausgeführt, wie der Verteilerkreis in Köln (). Diese sind in Deutschland sowohl im rechtlichen wie auch im verkehrstechnischen Sinne keine Kreisverkehre. Im Französischen wird diese Art Rondpoint genannt. In der Schweiz und den Niederlanden gibt es Kreisverkehre auf Autobahnen mit einem Durchmesser von 450 m. Große Kreisverkehre dienen oft ganz oder teilweise nur dem Anschluss der sich kreuzenden Straßen, durchgehende Fahrbahnen werden dann höhenfrei mittels Brücke oder Tunnel ober- oder unterhalb des Kreisverkehrs geführt oder (siehe Throughabout) ampelgesteuert durch die Insel des Kreisverkehrs geführt.

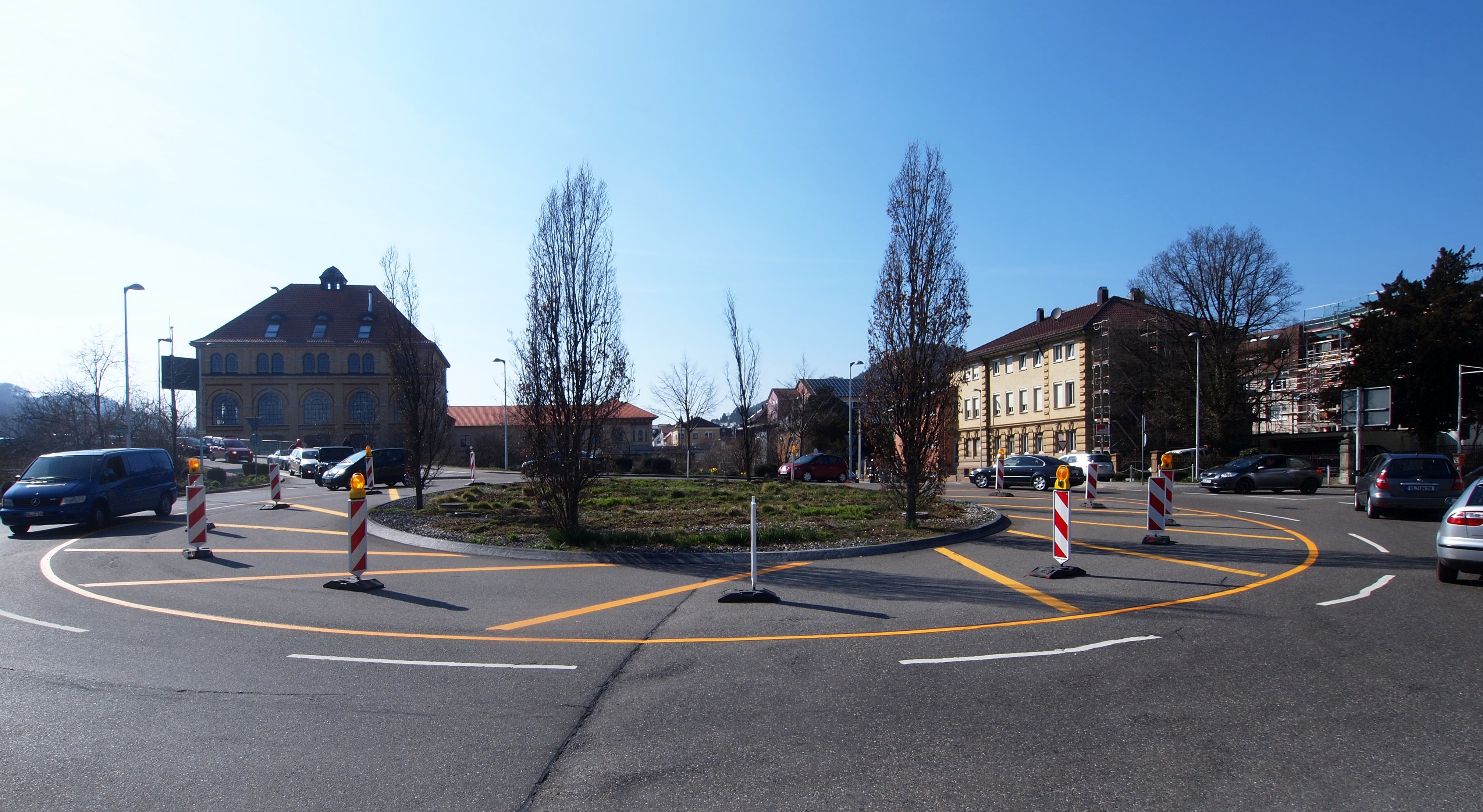
Bei diesem Kreisverkehr wurde der innere Fahrstreifen nach kurzer Zeit gesperrt.

Der größte Verteilerkreisverkehr Deutschlands, welcher die A 96 mit der B 17 autobahnkreuzähnlich verbindet, befindet sich seit 14. September 2007 bei Landsberg am Lech in Oberbayern, Anschlussstelle Landsberg am Lech-West (). Dieser hat auf knapp 7 ha Fläche einen Durchmesser von 330 Meter und eine Länge von 1037 Meter.
Die größten Kreisverkehre Österreichs sind der ovale Autobahnknoten St. Michael in Obersteiermark (, Kreisverkehr für fahrtrichtungswechselnde Verkehrsbeziehungen) mit einer Längsachse von circa 410 Meter und einem Umfang von 1 Kilometer sowie der Praterstern (ampelgesteuert mit Erschließungsstraßen und Bahnhof im Inneren) und der Verteilerkreis Favoriten in Wien (ampelgesteuert mit U-Bahn-Station und Parkplatz im Inneren sowie Unterführung der Autobahn) mit einem Umfang von circa 700 Metern.
Ein sehr großer Kreisverkehr befindet sich in der Schweiz mit dem Kreisel Betzholz in der Nähe von Hinwil (). Er verbindet die A52 mit der A15 und hat einen Umfang von etwa 1,5 km. In der Mitte des Kreisverkehrs ist ein Verkehrsübungsplatz eingerichtet, der nicht Mittels des Kreisverkehrs, sondern höhenfrei erreichbar ist.
Der größte Kreisverkehr der Welt findet sich in Putrajaya, Malaysia, ein ellipsenförmiger, im Umfang 3,4 Kilometer langer Kreisverkehr, mit Straßen im Inneren ().
Der verkehrsreichste Kreisverkehr Frankreichs ist die Place Charles de Gaulle in Paris mit einem Durchmesser von 240 Metern und bis zu acht nebeneinander fahrenden Fahrzeugen.
Um den Verkehr wieder aus dem Kreisverkehr abzuleiten, sind die Fahrstreifen in großen Kreisverkehren häufig spiralförmig nach außen führend angeordnet. Dadurch müssen die Fahrzeuge weniger Fahrstreifenwechsel vornehmen.

### Sonderformen
Einige der üblichen Bezeichnungen für Sonderformen eines Kreisverkehrs leiten sich vom englischen Wort Roundabout („Kreisverkehr“) ab.
Ein ovaler Kreisverkehr heißt auch Ovalverkehr oder je nach Land auch ovatonde oder anders.

#### Magic Roundabout

Schema des Magic Roundabout (Swindon), England

In Großbritannien gibt es zusätzlich die Sonderform des Magic Roundabout (englisch magic ‚magisch‘); zum Beispiel in Hemel Hempstead (). Bei dieser auch dort sehr seltenen Sonderform sind die Anschlüsse der Knotenarme ebenfalls als Kreisverkehr ausgebildet (siehe Skizze).

#### Unechter Kreisverkehr
Des Weiteren wird der Begriff des „unechten Kreisverkehrs“ bzw. der „kreisförmigen Verkehrsführung“ verwendet. Hierbei handelt es sich in Deutschland um einen Knotenpunkt, der einem Kreisverkehr ähnlich sieht, jedoch nicht mit dem Zeichen für Kreisverkehr (Zeichen 205 plus Zeichen 215), sondern nur mit Vorfahrtsschildern (Zeichen 205) geregelt wird. Beispiel eines unechten Kreisverkehrs ist der Europaplatz in München östlich des Friedensengels (). Auch der Borsigplatz () in Dortmund ist ein unechter Kreisverkehr, über den zusätzlich noch Straßenbahnen, ampelunterstützt, geleitet werden.
Weitere Beispiele:
- Aachen: Europaplatz
- Berlin: Großer Stern, Bersarinplatz, Ernst-Reuter-Platz, Strausberger Platz
- Bremen: Am Stern
- Frankfurt am Main: Ludwig-Erhard-Anlage
- Karlsruhe: Oststadtkreisel
- München: Romanplatz, Karolinenplatz

#### Turbokreisverkehr

Eine mögliche Variante eines Turbokreisverkehrs

Für sehr starke Verkehrsströme sind die Turbokreisverkehre ausgelegt, die den Verkehr zweistreifig durchschleusen. Sie sind vor allem in Frankreich, den Niederlanden und Belgien häufig anzutreffen, aber auch in Deutschland gibt es bereits einige derartige Kreisverkehre, zum Beispiel in Schwäbisch Gmünd (), Baden-Baden (), Königstein im Taunus (), Rheinfelden () oder die Autobahnabfahrten Achern von der Bundesautobahn 5
().
Der Turbokreisverkehr vereint die Übersichtlichkeit des einstreifigen und die Leistungsfähigkeit des zweistreifigen Kreisverkehrs. Dies wird durch Vorsortierung der Verkehre an den Einfahrten, bauliche Trennung des nur teilweise bestehenden inneren Kreisfahrstreifens vom äußeren und zweistreifiges Ausfahren in der Hauptrichtung erreicht.
Turbokreisverkehre sollten einen Mindestdurchmesser von 60 Metern haben, um einfahrenden Fahrzeugen ausreichende Sichtfelder für die Ein- und Ausfahrsituation zu gewähren. Für Radfahrer ist eine eigene Wegeführung zu schaffen. Das Einfahren stellt an den Kraftfahrer höhere Anforderungen als ein normaler Kreisverkehr, da ein Fahrstreifenwechsel nicht an jeder Stelle möglich ist. Der zufließende Verkehr muss daher frühzeitig durch Vorwegweisungen auf den richtigen Fahrstreifen sortiert werden.
Ableitungen davon sind der Ei-Kreisverkehr, der Knie-Kreisverkehr, der Spiral-Kreisverkehr, der Rotor-Kreisverkehr und der Knochen-Kreisverkehr an planfreien Kreuzungen. Ein Beispiel für einen Spiral-Kreisverkehr ist der Große Stern in Berlin.

#### Squareabout
Eine weitere moderne Entwicklung ist der Squareabout (englisch square ‚Platz‘) von Hans Monderman. Das besondere daran ist, dass ein Kreisverkehr in Kombination mit dem Squareabout ohne jegliche Kennzeichnung durch Bodenmarkierungen, Schilder oder Lichtzeichen auskommt.
Beim Squareabout handelt es sich um einen erhöhten und gepflasterten Kreisverkehr, welcher um einen für Kfz reservierten Kreisverkehr herumführt. Durch ein Shared-Space-Konzept kann der Squareabout abhängig vom Verkehrsaufkommen flexibel von Radfahrern, Fußgängern oder Kfz-Lenkern benutzt werden.
Durch die Erhöhung und die Pflasterung wird die zulässige Höchstgeschwindigkeit im Kreisverkehr gesenkt, was die Anzahl der Unfälle drastisch reduziert und den Durchsatz durch geringere Abstände und die flexible Raumnutzung erhöht.

#### Throughabout

Throughabout

Eine in England und Spanien verbreitete Form ist ein von der Hauptrichtung durchquerter Kreisverkehr, bezeichnet als Throughabout (englisch through ‚durch‘) oder Hamburger Intersection. Innerhalb der beiden Hälften funktioniert er als Kreisverkehr, zur Hauptrichtung ist er mit Ampeln geregelt und bewirkt, dass nur zwei Verkehrsrichtungen geschaltet werden müssen. Linksabbieger und der gesamte Verkehr der Nebenrichtungen werden durch die Kreisfahrbahn geleitet. Beispiele in Deutschland sind der Karl-Wilhelm-Platz in Karlsruhe () und die Kreuzung Lenhartzstraße, Haynstraße in Hamburg (). In Spanien kommt der Throughabout auch als dreiarmiger Verkehrsknoten vor und wird raquetas („Tennisschläger“) genannt.

#### Tropfenform
Ein Tropfenkreisverkehr ist ein tropfenförmiger Kreisverkehr, dessen spitzes Ende die Hauptverkehrsrichtung ist. Fahrzeuge, die nicht vorher ausfahren, müssen in Richtung des Hauptverkehrs ausfahren. Nur ein Teil der Verkehrsführung ähnelt dabei einem echten Kreisverkehr. Eine Mischform mit dem klassischen Kreisverkehr bieten allerdings ein- oder mehrstreifige Kreisfahrbahnen um die Mittelinsel, die das Ein- und Ausfahren bei gleichzeitigem Befahren des inneren Fahrstreifens der Kreisbahn ermöglichen. Ein Autobahnende in Tropfenform ermöglicht das Verteilen des Verkehrs auf mehrere Straßen ohne Brückenbauwerke. Dabei ist lediglich eine Geschwindigkeitsbegrenzung auf Kurvenradius notwendig. Die Tropfenform ist Grundlage von Anschlussstellen in Form des Hundeknochens. Als Beispiel für eine tropfenförmige Verkehrsführung in Deutschland gilt in Minden die Anschlussstelle Bundesstraße 61 zur Bundesstraße 65 (), im Volksmund „Birne“ genannt. Der Kreisverkehrsbereich ist hier allerdings zusätzlich durch Ampelkreuzungen unterbrochen, gilt also in zweifacher Hinsicht als Sonderform der kreisförmigen Verkehrsführung.

#### Kreisverkehre an Autobahnen
Kreisverkehre werden als Form von Autobahnkreuzen und verschiedenen Varianten als Anschlussstelle eingesetzt, da sie als Kreisverkehr mehrere Zubringer oder andere Knoten mit anschließen können. Zudem basieren die Formen Hantel und Hundeknochen auf dem Verfahren des Kreisverkehrs mit dem Vorteil, dass nur ein Brückenbauwerk über die Autobahn benötigt wird.

#### Kreisverkehre für Straßenbahnen

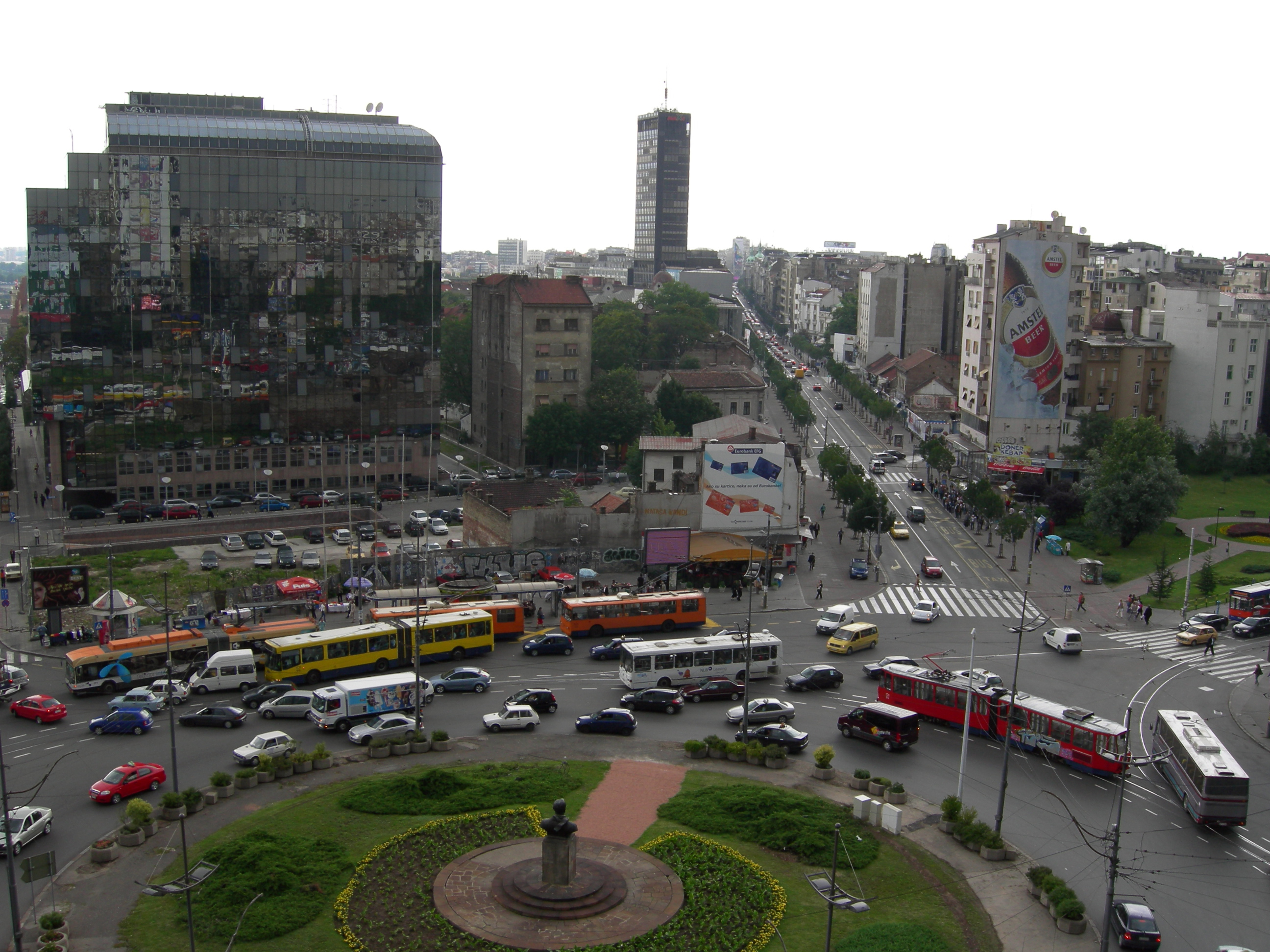
Belgrad: Kreisel mit integrierten Straßenbahngleisen auf dem Slavija-Platz

In verschiedenen Städten existieren zudem Kreisverkehre für Straßenbahnen, die meist mit denen des Straßenverkehrs verwoben sind und den Bahnen teilweise als Zwischenwendeschleife dienen:
- Barnaul, Malachowskoje kolzo (Lage)
- Belgrad, Slavija
- Berlin, Bersarinplatz
- Brüssel, Barrière de Saint-Gilles/Bareel van Sint-Gillis
- De Panne, Haltestelle Esplanade der Kusttram (Lage)
- Hannover, Goetheplatz (Lage)
- Krakau, Plac Centralny, Nowa Huta
- Krefeld, Friedrichsplatz
- Łódź, Plac Wolności, Rondo Lotników Lwowskich
- München, Karolinenplatz, Maxmonument, Romanplatz (Lage)
- Timișoara, Piața Gheorghe Domășnean
- Turin, mehrere
- Warschau, mehrere

## Bauliche Gestaltung

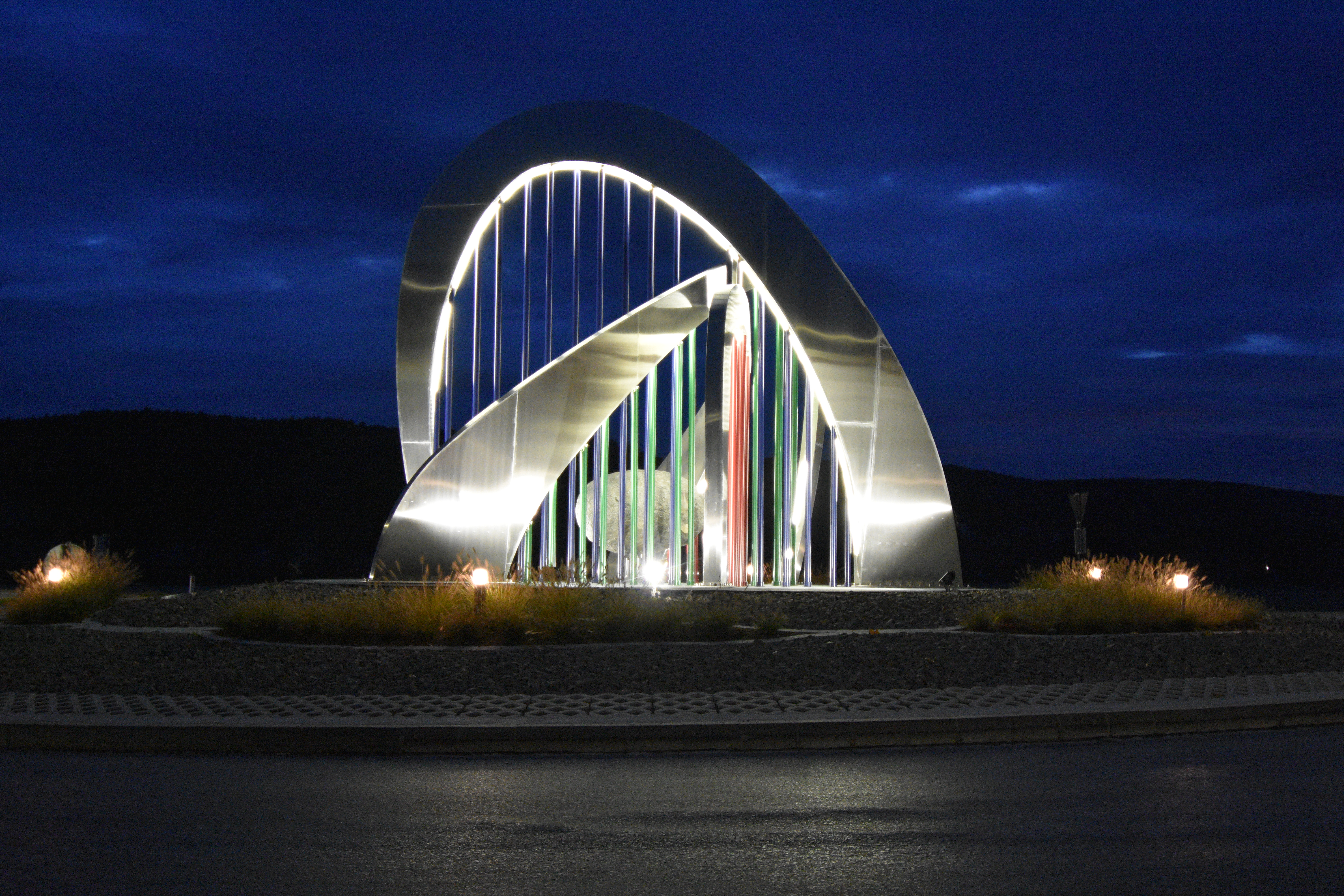
Kreisverkehr in der Steiermark

Aus Gründen der Verkehrssicherheit ist in Deutschland die Kreisfahrbahn kreisrund anzulegen. Eine elliptische Form sowie wechselnde Radien sind im Kreis zu vermeiden. Um eine bessere Erkennbarkeit der Kreisverkehre zu erzielen, sowie als Beitrag zum Stadt- beziehungsweise Landschaftsbild, kann die Kreisinsel leicht erhöht oder gartenarchitektonisch oder künstlerisch gestaltet ausgeführt sein.
Bei Straßen- bzw. Eisenbahnverkehr verlaufen die Gleise oft quer durch den Kreisverkehr (Beispiele sind Gotha Hersdorfplatz und Chur Gäuggelistrasse/Engadinstrasse). In diesem Fall ist eine Ampelregelung oder eine besondere Beschilderung notwendig, welche der Bahn die Vorfahrt einräumt. Vereinzelt folgt jedoch auch die Straßenbahn dem Kreis. Bushaltestellen, Straßenbahn- und U-Bahn-Haltestellen können in der Mitte platziert werden. Zudem kann ein Kreisverkehr Omnibussen auch als Wendeschleife dienen.

### Gärtnerische Gestaltung
In Frankreich werden Kreisverkehre oft gärtnerisch gestaltet. Im Zuge des Guerilla Gardening gestalten in Großbritannien inzwischen zunehmend Privatpersonen öde Kreisverkehre als Gärten. In Hackney (Lauriston/Victoria Park Road roundabout) ist ein solcher 2013 Teil des Chelsea Fringe Festivals.

### Künstlerische Gestaltung

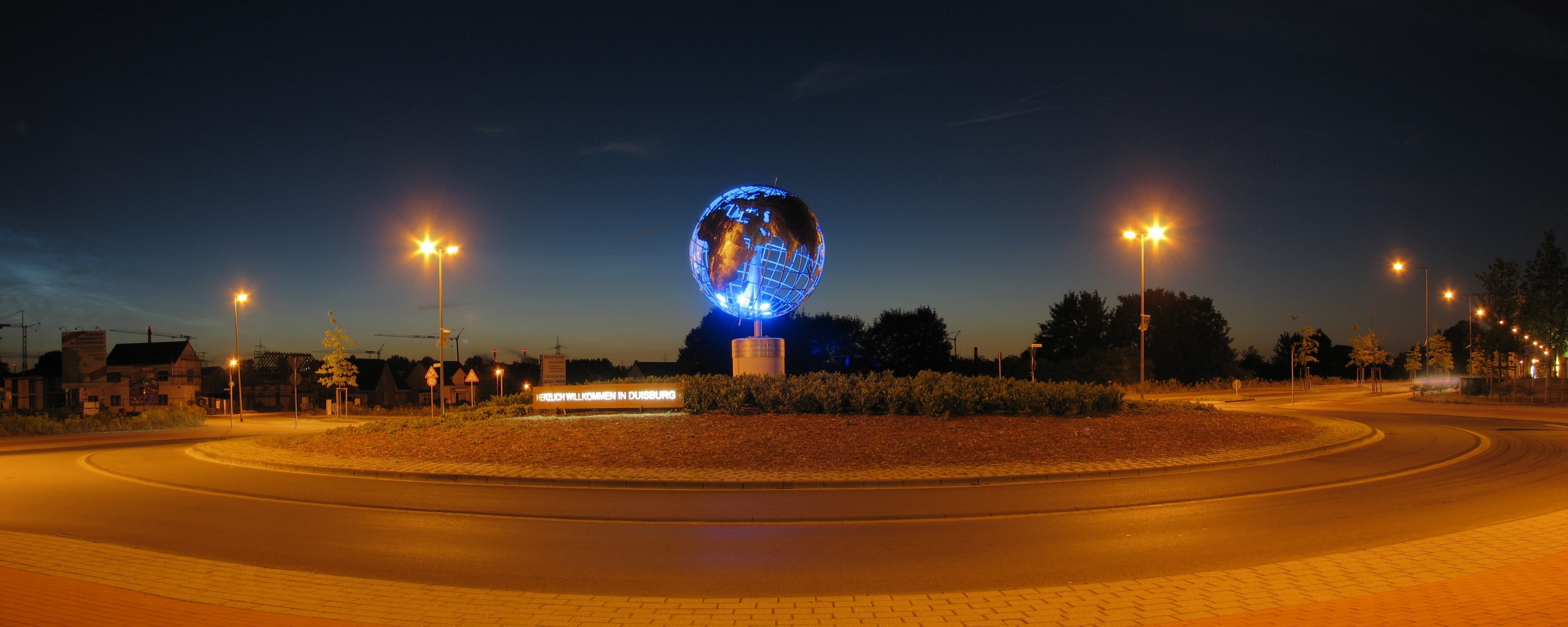
Kunst auf der Mittelinsel eines Kreisverkehrs in Duisburg.

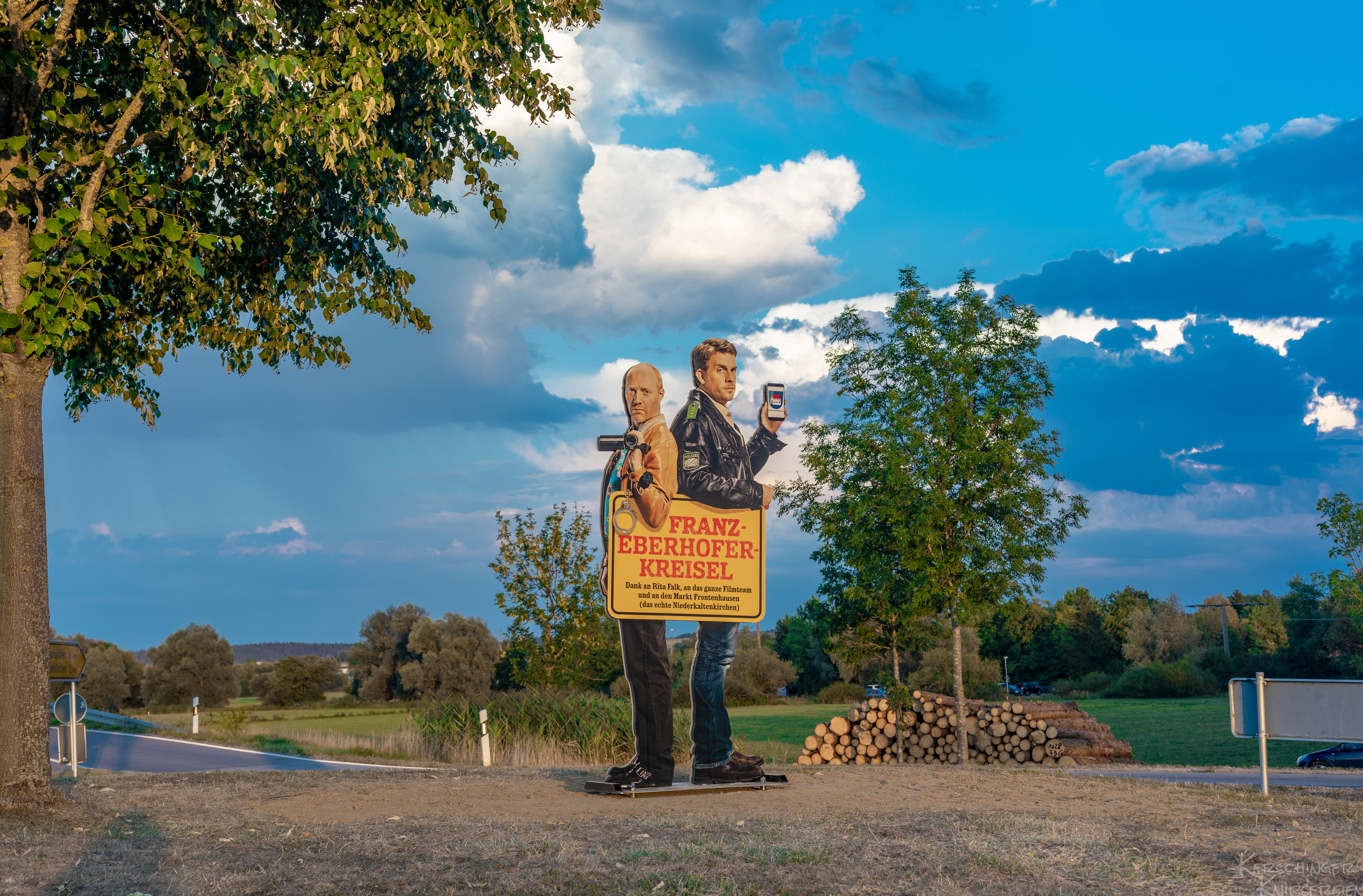
„Franz-Eberhofer-Kreisel“ (links Rudi, rechts Franz) in Frontenhausen.

Kunst auf der Kreisinsel wird auch als Kreiselkunst bezeichnet. Aus Verkehrssicherheitsgründen können jedoch nicht in jedem Kreisverkehr Kunstwerke errichtet werden. Insbesondere ist die EU-Verordnung 2008/96/EG zu beachten.
Beispiele:
- In Donaueschingen stehen zwei bronzene Pferde im Kreisel.[24][25]
- in Amberg erinnert die Gestaltung im Kreisel bei der JVA an die griechische Partnerstadt[26]
- In Binzen steht der Dreispitz im gleichnamigen Kreisel.[24]
- In Frontenhausen gibt es den „Franz-Eberhofer-Kreisel“ mit den beiden Hauptdarstellern der TV-Serie „Eberhoferkrimi“; siehe Foto.

Änderungen wegen der Verkehrssicherheit gab es in einigen Ortschaften:
- In Bad Dürrheim wurde ein Löwe aus Granit vom Kreisverkehr zum Gelände der Landesgartenschau verlegt.[24]
- In Brennet wurden von einem Kreisel die Hardmännli 2013 abgebaut und im Ort verteilt.[24]
- In Stockach wurde auf dem Zollbruckkreisel Anfang 2016 die Zollbruck abgebaut.[24]
- In Überlingen wurden von einem Kreisverkehr die Steinstelen wieder entfernt und in Sichtweite aufgebaut.[24]

## Wegweisung
In Deutschland werden Kreisverkehre im klassifizierten Straßennetz regelmäßig mit Vorwegweisern und Pfeilwegweisern an den jeweiligen Ausfahrten beschildert.

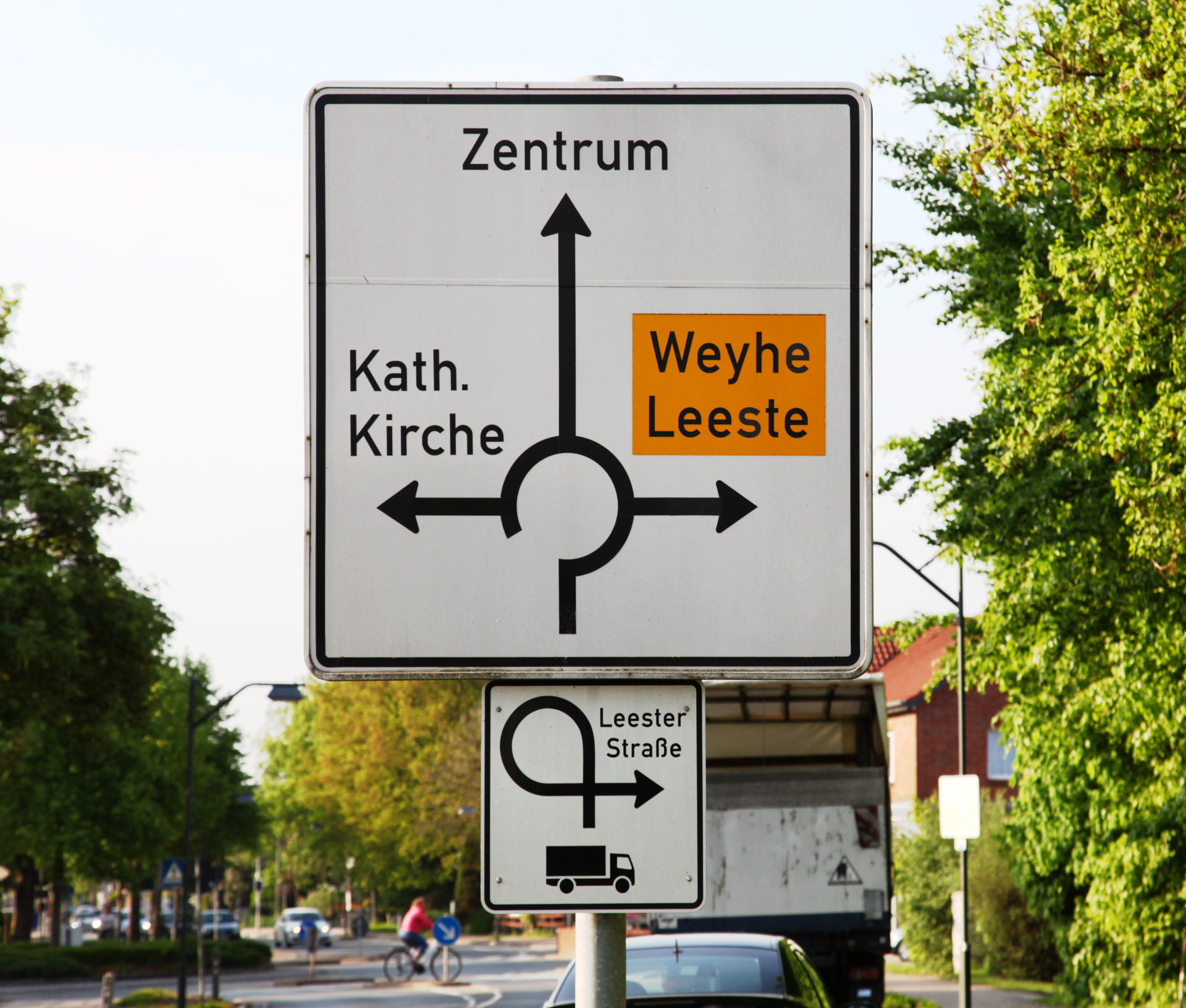
Als Vorwegweiser
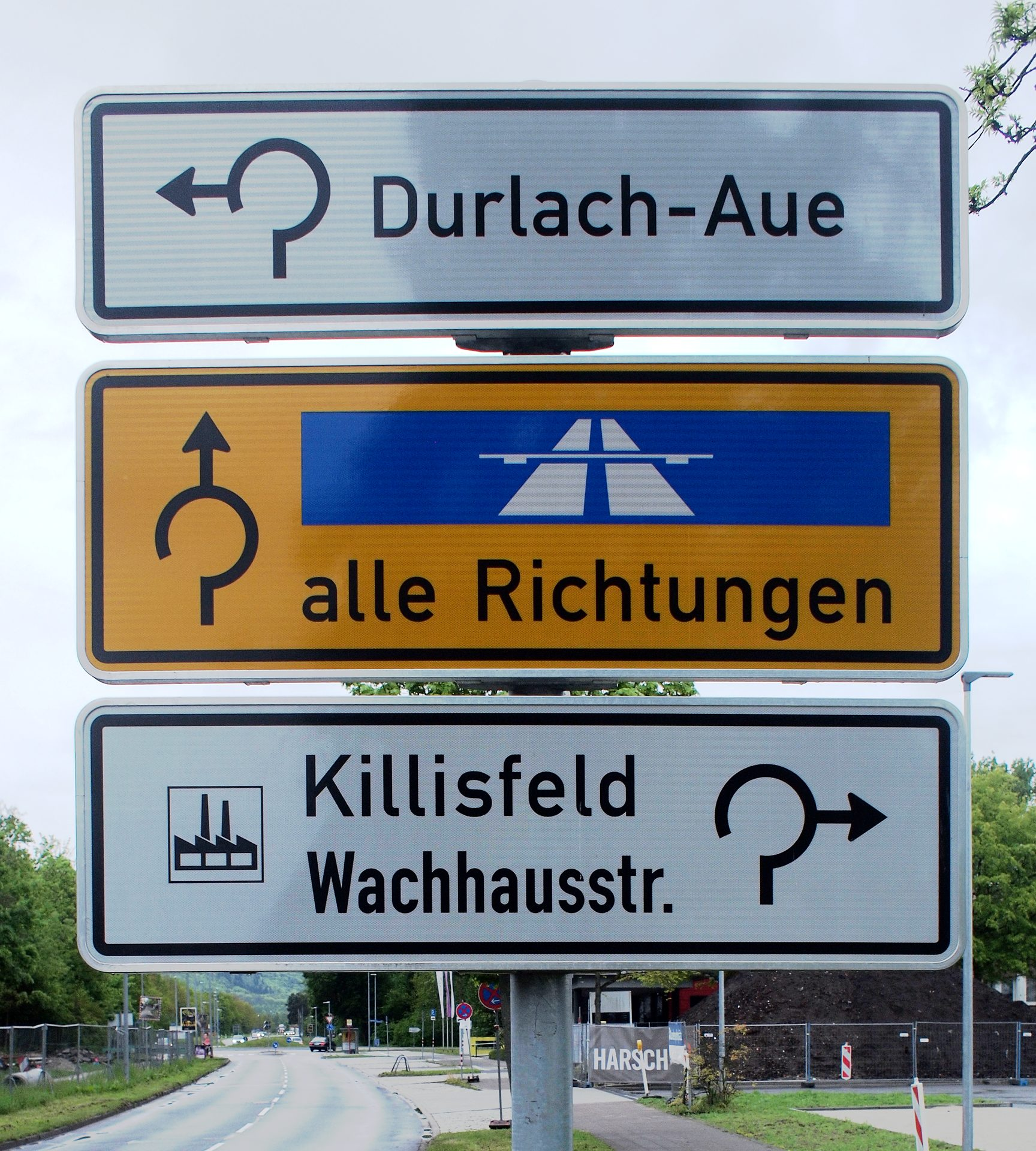
Wegweisertafel
Fahrstreifentafel für einen mehrstreifigen Kreisverkehr in den USA
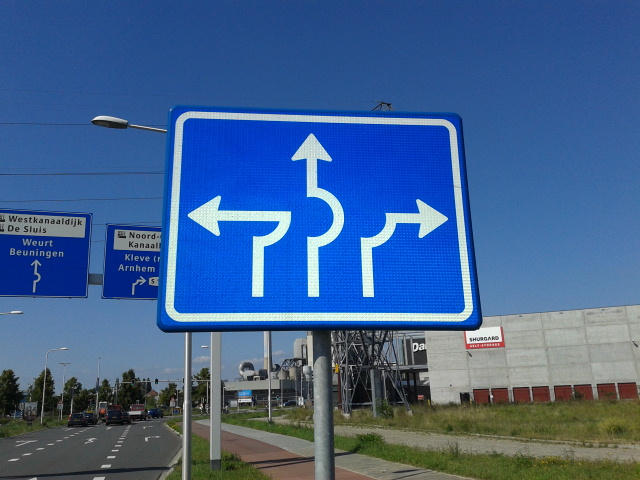
Fahrtrichtungsweiser eines Throughabout in den Niederlanden

## Gesetzliche Vorschriften für Verkehrsteilnehmer

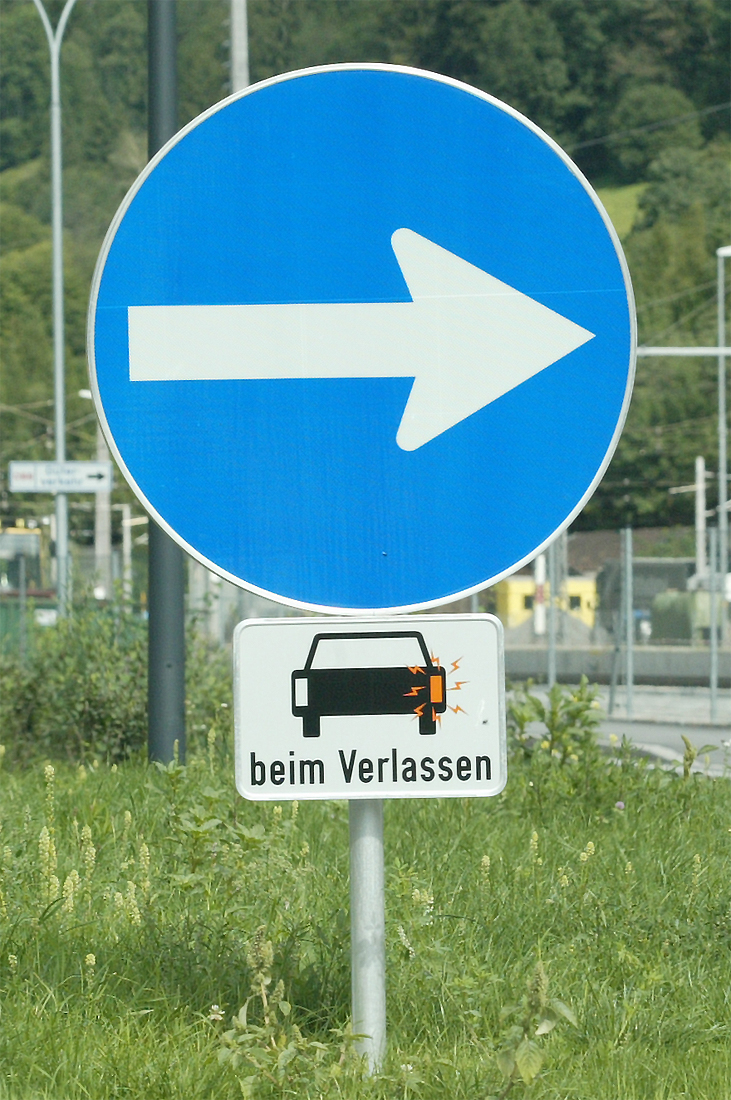
Zusatzschild, das zur Betätigung des Fahrtrichtungsanzeigers beim Verlassen des Kreisverkehrs auffordert. In Deutschland, wie in Österreich und Italien, wird dieses Schild aufgestellt, da trotz Vorschriften viele Verkehrsteilnehmer beim Ausfahren nicht blinken.

Die Vorschriften sind zwar in den meisten europäischen Ländern sehr ähnlich, aber speziell in Bezug auf das Blinken gibt es in Deutschland eine besondere Regelung.
In Deutschland regelt § 8 Abs. 1a StVO, dass im Kreisverkehr der Verkehr auf der Kreisfahrbahn Vorfahrt hat, wenn an der Einmündung in einen Kreisverkehr Zeichen 215  (Kreisverkehr) unter Zeichen 205  (Vorfahrt gewähren!) angeordnet ist. Dadurch hat der Verkehr im Kreis auf der Kreisfahrbahn ohne zusätzliche Verkehrszeichen Vorfahrt. Beim Zeichen  allein ohne Zeichen  (nicht zulässig laut VwV-StVO) oder bei Fehlen beider Schilder an der Einfahrt ist dagegen der Verkehr auf der Kreisfahrbahn gegenüber dem einfahrenden Verkehr wartepflichtig (rechts vor links § 8 StVO). Ein Nachteil dabei ist, dass es bei vollem Kreisverkehr zum Stau kommen kann; denn wenn weitere Fahrzeuge einfahren wollen, müssen die Fahrzeuge auf der Kreisfahrbahn anhalten und blockieren so deren Einfahrt. Das Halten und Parken auf der Kreisfahrbahn ist generell untersagt. Ergänzend wird in der StVO angeordnet, dass die Mittelinsel des Kreisverkehrs nicht überfahren werden darf. Ausgenommen davon sind Fahrzeuge, denen wegen ihrer Abmessungen das Befahren des Kreisverkehrs sonst nicht möglich wäre. Mit ihnen darf die Mittelinsel überfahren werden, wenn eine Gefährdung anderer Verkehrsteilnehmer ausgeschlossen ist. Die Rechtsprechung leitet aus dem Rechtsfahrgebot ab, dass im Kreisverkehr, außer in den vorstehenden Sonderfällen, nicht bis an den inneren Rand der Mittelinsel gefahren werden dürfe.
In Deutschland ist die Betätigung des Fahrtrichtungsanzeigers (Blinken) beim Einfahren in den Kreisverkehr verboten, bei der Ausfahrt Pflicht; in Österreich und in der Schweiz ist das Blinken beim Einfahren nicht verboten, beim Ausfahren jedoch ebenso vorgeschrieben. Grund für das Blinkverbot ist, dass ein Fahrer B, der an der nächsten Einfahrt einfahren möchte, das Blinken eines vorher einfahrenden Fahrzeugs A missverstehen könnte als Signal, dass A vor Bs Einfahrt den Kreisverkehr wieder verlassen möchte, und deshalb selbst zu schnell einfährt. In Großbritannien blinkt man dagegen bei der Einfahrt in den Kreisverkehr wie vor einer gewöhnlichen Kreuzung, zeigt also bereits bei der Einfahrt an, in welche Richtung man wieder ausfahren will. Diese Richtungsanzeige wird auch innerhalb des Kreises beibehalten und z. B. bei einer Dreivierteldurchfahrt erst bei der tatsächlichen Ausfahrt gewechselt. Hier ist der Vorteil, dass alle Verkehrsteilnehmer frühzeitig erkennen, in welche Richtung die Fahrzeuge wieder ausfahren.
Bei Rechtsverkehr wird nach der Einfahrt in den Kreisverkehr nach rechts abgebogen, der Kreisverkehr wird „gegen“ den Uhrzeigersinn durchfahren. Das Rückwärtsfahren entgegen der vorgeschriebenen Fahrtrichtung im Kreisverkehr ist verboten. In Ländern mit Linksverkehr wird entsprechend links abgebogen, um den Kreisverkehr „im“ Uhrzeigersinn zu durchfahren. In Großbritannien sind die meisten Kreisverkehre zudem mehrstreifig, auf den äußeren Fahrstreifen wechselt man nur direkt vor der Ausfahrt. Außerdem hat man beim Linksverkehr im Kreisel immer Vorfahrt, wenn nicht anders beschildert. Somit gibt es hier im Kreis auch keine Staugefahr.
In Österreich ist der Kreisverkehr nach § 2 StVO „eine kreisförmige oder annähernd kreisförmig verlaufende Fahrbahn, die für den Verkehr in eine Richtung bestimmt ist“. Nach § 50 StVO kann für die Kreuzung mit Kreisverkehr das Symbol 3a verwendet werden. 
Weitere Regelungen gibt es in der österreichischen StVO nicht, da der Kreisverkehr wie eine normale Kreuzung behandelt wird. Bezüglich des Vorranges kommt es darauf an, ob für die einfahrenden Fahrzeuge das Verkehrszeichen „Vorrang geben“  aufgestellt ist (Wartepflicht für die Einfahrenden – „Kreisverkehr mit Vorrang“) oder nicht (Wartepflicht für die Fahrzeuge im Kreisverkehr nach der Regel „rechts vor links“ – „Kreisverkehr ohne Vorrang“). In den meisten Fällen steht an allen Armen des Kreisverkehrs die Tafel Vorrang geben. Es gibt in Österreich jedoch auch Kreisverkehre mit gemischtem Vorrang.
In Großbritannien kann bei der Sonderform des Magic Roundabout der Kreisverkehr in beiden Richtungen durchfahren werden. Ein innerer Ring wird gegen den Uhrzeigersinn durchfahren und ein äußerer Ring wird im Uhrzeigersinn durchfahren. Die Zu- und Abfahrten aus dem Kreisverkehr werden über weitere kleine Kreisverkehre geregelt, bei denen die Fahrzeuge, die sich in einem kleinen Kreisverkehr befinden, Vorfahrt haben gegenüber allen anderen Fahrzeugen, die sich im großen Kreisverkehr oder auf einer der Zufahrtsstraßen befinden.